# Az (製パン)
株式会社Az（アズ）は、神奈川県大和市に本社を置き、リベルべ (REBELLBE) の屋号でパンや洋菓子の製造・販売（ベーカリー&パティスリー）を手掛ける日本の企業。経営破綻したベルベの元従業員らが設立した。

## 概要
首都圏でベーカリーチェーンを展開していたベルベは、粉飾決算などにより資金繰りが悪化して社長が失踪した。2021年11月8日に全店舗を閉鎖し、従業員ら約500人は全員解雇された。
ベルベ創業者で元社長の石川民夫の娘婿（次女の夫）である小嶋亮を社長として、元ベルべ従業員の約20人が集まり、2021年12月に株式会社Azを設立。店舗名は「ベルベ」の頭に、リスタートやリセットと同様の意味を込めて「リベルべ」とした。2022年1月26日に「リベルべ」1号店を愛甲石田駅前（伊勢原市）で開店した。
株式会社Azは賃貸借契約について、ベルべ、弁護士事務所、ベルべが入居した物件の貸主、不動産デベロッパーと協議し、ベルべが店舗権利の一切を放棄して開店に至る。ベルべの味をなるべく再現するとともに、ベルべ跡地以外の出店も検討するとした。2025年現在、神奈川県と東京都とに4店舗を展開している。
なお、株式会社Azの小嶋亮社長は、失踪した石川元社長の娘婿であることから「計画倒産だったのではないか」との憶測も流れた。小嶋はこれに対し「自身は一店舗の責任者として勤務していただけで本社の経営には関与しておらず、そもそも本社の経営自体が独善的な人物だった石川社長1人の手によって抱えられ、他の幹部は経営状態すら把握できておらず、自身も事業停止と全店舗閉鎖を知らされたのは当日の2日前だった」と述べ、疑惑を否定した。

## 店舗
現行店舗の詳細は、公式サイト「Shop List」を参照。
- 愛甲石田店
  - 神奈川県伊勢原市石田668-1
  - 旧・ベルベ愛甲石田店[9]
- 南大沢店
  - 東京都八王子市南大沢2-207-1
  - 旧・別瑠辺（ベルベ）南大沢店[10]
- 日ノ出町店
  - 神奈川県横浜市中区日ノ出町1-200 日ノ出サクアス1階
  - 旧・ベルベ HINODE SAQUAS店[11]
  - 日ノ出町駅前再開発ビル内[12]
- 豊洲店
  - 東京都江東区豊洲3丁目2-20 豊洲フロント1階
  - 旧・ベルベ豊洲店[13]